# جوزفين فابلر
جوزفين فابلر (بالإنجليزية: Josephine Gabler)‏ هي طبيبة أمريكية، ولدت في 16 يناير 1879، وتوفيت في 13 يونيو 1961.